# KMyMoney
KMyMoney是一個KDE的个人理财管理程式。它的操作方式類似於Microsoft Money與Quicken。它支援不同的帳戶類型，支出與收入分類，銀行帳號調和與匯入／匯出到“QIF”檔案格式。透過外掛程式，也可以使用OFX與HBCI格式。同樣透過外掛程式，也可以匯入與匯出CSV格式。

## 功能
來源：

這個程式可以設定檢視多種資料。
- 帳戶：KMyMoney使用帳號這個術語來表示資產與負債。
- 機構：這是選擇性填寫的欄位，與機構相關的資料包含了如銀行、券商或是信用卡都可以很容易的看到相關資料。也可以用於帳戶分組。
- 收款人：這個程式會收集收款人清單。點選「收款人」檢視，使用者就可以深入檢視與特定收款人相關的交易。
- 分類：分類是會計軟體相當普遍的功能。在KMyMoney中，分類與子分類可用於將支出收入分門別類。
- 子分類：分類與子分類讓交易資料可以被分類為階層關係。
- 標籤：標籤讓使用者可以進一步的描繪交易資訊。標籤可用於將許多分類分組，或是在需要時把帳戶分類。
- 投資：KMyMoney可以協助追蹤投資。

這個程式的其他功能包含了可以透過外掛程式與數個選項來擷取投資價格。重覆的項目可以事先排定。舉例來說，每月固定的薪水就可以使用排程模組來排定。
因為以GNU通用公共许可证釋出，所以KMyMoney是自由软件。

## 外部連結
- 顯示功能的螢幕截圖 （页面存档备份，存于）
- 官方網站 （页面存档备份，存于）